# 杨绳武

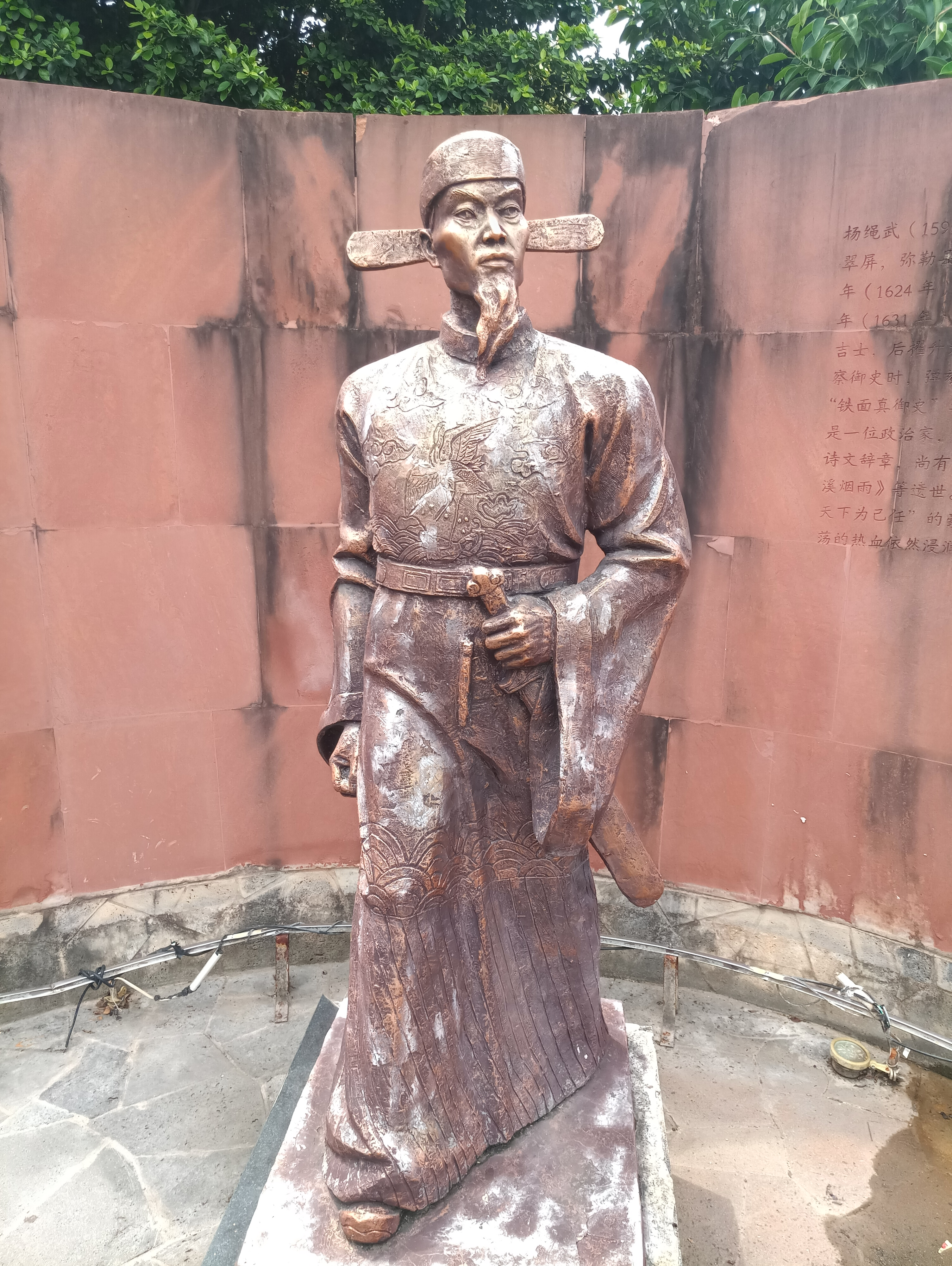
弥勒湖泉名人文化园内的杨绳武像

杨绳武（1595年—1641年），字念尔，号翠屏。云南弥勒县人。明末政治人物。

## 生平
天啓四年（1624年），杨绳武舉甲子科雲南鄉試第三，崇祯四年（1631年）辛未科同进士出身，选翰林院庶吉士。崇祯十一年（1638年）冬崇祯帝召对，绳武谈吐如流，遂擢为右佥都御史，巡抚顺天。洪承畴在松山被围，崇祯帝钦赐尚方宝剑，令其总督宁远诸军，出关救松錦。崇祯十四年（1641年）在丰润病卒。朝廷追赠光禄大夫、太子少傅、兵部尚书，谥莊介，荫锦衣，世袭千户。

## 作品
著作有《鹧鸪集》、《淮游草集》及《茶花百韵》等。

## 外部連結
- 杨绳武墓[永久] 中國紅河